# François David (écrivain)
Pour les articles homonymes, voir François David et David.
François David, né le 24 janvier 1950, est un écrivain français, auteur de littérature jeunesse, éditeur et fondateur des éditions Møtus.

## Biographie
Il est le fondateur de la revue littéraire sur cassettes V O I X/E/S réunissant auteurs, comédiens, musiciens, illustrateurs.
Il crée ensuite, en 1988, les éditions møtus qui publient d’abord de la poésie brève contemporaine, proche du haïku. Depuis 1992, les éditions møtus se consacrent principalement à la littérature jeunesse, dont des albums mis en images par divers illustrateurs reconnus, tels André François, Anne Herbauts ou Éric Battut.
Il écrit dans des genres différents (poésie, conte, nouvelles, roman, théâtre…) et pour des publics très divers.
Plusieurs de ses textes non théâtraux ont été adaptés pour la scène.
Ses livres sont traduits dans de nombreuses langues.
Pour les illustrations de son ouvrage Est-elle Estelle ?, Alain Gauthier a reçu la Plaque d'Or de Bratislava en 2005, à la Biennale d'illustration de Bratislava.
Il a reçu par deux fois le Prix Joël Sadeler de poésie jeunesse, en 2003 et 2013. 
En 2014 est publié son album jeunesse La Planète Avril, illustré par Joanna Boillat. Pour Télérama, « cet album invite au voyage vers une planète peuplée de créatures tellement sensibles qu’elles ont deux cœurs ».
Il vit dans le Cotentin et a plusieurs enfants. Il fait partie de la Charte des auteurs et des illustrateurs jeunesse.

## Publications
- 1991 : Le Soleil bleu, illustrations de Christophe Robe, Møtus
- 1992 : Un grain de sel dans les étoiles, illustrations de Gilles Pennaneac'h, Motus
- 1996 : Une petite flamme dans la nuit, illustrations de Henri Galeron, Bayard. Adapté à trois reprises au théâtre : par le Théâtre du Préau, mise en scène d'Eric de Dadelsen, par le Théâtre à tous les étages/Théâtre Rumeur, mise en scène Sylvie Girardin, par le Théâtre de l'Écho du Robec, mise en scène de Daniel Charlot. Publié aussi en Allemagne et au Danemark
- 1997 : Comptines sous un chapiteau, illustrations de Rozier-Gaudriault, Actes Sud junior
- 1997 : Qu'est-ce que j'ai dans la tête, illustrations de Zaü, Flammarion
- 1998 : Comptines pour donner sa langue au chat, illustrations d'Henri Galeron, Actes Sud junior
- 1999 : Le Bouleau de Loulou, illustrations de Laurent Corvaisier, Nathan
- 1999 : Petits poèmes de l'amour, illustrations de Bruno Heitz, Lo Païs
- 1999 : La Tête dans les nuages, illustrations de Marc Solal, Møtus
- 1999 : Comptines pour saisir la balle au bond, illustrations d'Yves Besnier, Actes Sud junior
- 2000 : La Marchande de sable, illustrations de Quentin Van Gijsel, Nathan
- 2001 : Le Poney et le Jockey, illustrations de Michel Boucher, Lo Païs
- 2001 : Menteurs !, illustrations de David Sala, Nathan Jeunesse
- 2001 : Les Enfants de la lune et du soleil, illustrations de Henri Galeron, Møtus
- 2002 : Le Calumet de la paix, illustrations d'André François, Lo Païs
- 2002 : Est-elle Estelle ?, illustrations d'Alain Gauthier, Motus, 2002
- 2002 : Le Cri, Roman Jeunesse, Éditions du Jasmin. Adapté au théâtre par le Théâtre à tous les Étages/Théâtre Rumeur, Neuchâtel (Suisse), mise en scène de Sylvie Girardin.
- 2004 : L'été où j'ai perdu mon chien..., illustrations d'Aurélia Fronty, Gallimard-Jeunesse
- 2004 : La petite sœur de Kafka, illustrations d'Anne Herbauts, Esperluète éditions
- 2004 : Chat qui vole, Éditions du Jasmin
- 2004 : Les Croqueurs de mots, illustrations de Dominique Maes, Lo Païs
- 2005 : Un éléphant peut en cacher un autre, avec 33 illustrateurs, Sarbacane
- 2005 : Pommes de pin, illustrations d'Éric Battut, Lo Païs
- 2006 : Tempête dans la tête, Éditions de la Martinière
- 2006 : On n'aime pas les chats, illustrations de Géraldine Alibeu, Sarbacane
- 2006 : Rouge cerise, illustrations de José Saraiva, Sarbacane
- 2006 : Un loup peut en cacher un autre, avec 33 illustrateurs, Sarbacane
- 2006 : Te fais pas remarquer, illustrations de Tiziana Romanin, Sarbacane
- 2008 : Rêves de cabane, avec 32 illustrateurs dont Hugo Piette, Éditions Sarbacane, p. 62  (ISBN 9782848652481).
- 2009 : Mon petit doigt m'a dit, illustrations d'Aude Léonard, Møtus
- 2009 : Maupassant et le joli collégien, illustrations de Charlotte Mollet, Esperluète éditions
- 2010 : Bouche cousue, illustrations d'Henri Galeron, Møtus
- 2011 : Vole Vole Vole, illustrations de Consuelo de Mont-Marin, Les Carnets du Dessert de Lune
- 2012 : Les Mots roses, Le Somnambule Équivoque
- 2012 : Un rêve sans faim, ill. Olivier Thiébaut, Møtus
- 2014 : Charlie, éd. Le Muscadier
- 2014 : La Planète Avril[3], illustrations Joanna Boillat, Motus, 2014
- 2015 : Un beau jour, éd. Le Muscadier
- 2020 : Il pleut des chats, éd. La Feuille de thé
- 2022 : Les Morts vivent plus longtemps qu'avant, Éditions du Vistemboir

## Prix et distinctions
- Prix Joël Sadeler 2003[2] pour Le Calumet de la paix, illustrations d'André François.
- Prix Joël Sadeler 2013[2] pour Un rêve sans faim, illustrations de Olivier Thiébaut